# Bambusa balcooa
La Bambusa balcooa o Bambú Balcooa és una espècie de bambú del gènere Bambusa de la família de les poàcies, ordre de les poals, subclasse de les commelínides, classe de les liliòpsides, divisió dels magnoliofitins.
D'origen hindú, és molt popular al Vietnam com a aliment. Es pot utilitzar per bastir construccions temporals. De creixement molt ràpid, pot escapar-se de les mans si no se'n té cura. Assoleix una alçada de 25 metres, amb un gruix de 15 cm.